# Kafhali
 (juillet 2018).
Si vous disposez d'ouvrages ou d'articles de référence ou si vous connaissez des sites web de qualité traitant du thème abordé ici, merci de compléter l'article en donnant les références utiles à sa vérifiabilité et en les liant à la section « Notes et références ».
Cette page explique l’histoire ou répertorie les différents membres de la famille Kafhali.
Kafhali (en arabe : كفحالي) est un patronyme porté entre autres au Maroc par plusieurs personnes liées à la ville de Fès.

## Au Maroc
La famille Kafhali est l'une des Ahl Fas, les familles anciennes de Fès, au Maroc, installée dans la ville à partir de la fin du XVe siècle
Il a aussi pu être noté que :
- à l'époque du Sultan Moulay Hassan la famille Kafhali comptait parmi les plus riches familles de Fès.
- Dès la première heure, plusieurs de ses membres furent des nationalistes menant une lutte contre la politique coloniale du protectorat français au Maroc.

## Étymologie
« Kafhali » est un nom de famille d'origine andalouse .